# Accélération normale de la pesanteur terrestre
Pour un article plus général, voir Pesanteur.
L’accélération normale de la pesanteur terrestre est la valeur normalisée et semi-arbitraire de l’accélération de la pesanteur de la Terre, destinée à unifier les expériences de laboratoire et faciliter la comparaison des résultats expérimentaux. Elle est généralement notée g, g0 ou gn.

## Valeur de la pesanteur normale
La valeur de la pesanteur normale a été fixée en 1901 par la 3e Conférence générale des poids et mesures. Elle vaut :
gn = 9,806 65 m/s2

## Historique
Du milieu du XVIIIe siècle au milieu du XIXe siècle, l’Observatoire de Paris acquit progressivement la prééminence sur tous les observatoires européens, de telle façon que les astronomes français firent adopter la valeur de la pesanteur à Paris comme pesanteur terrestre « normale ».
Le 5 octobre 1887, le Comité international des poids et mesures décide à l'unanimité que : « La valeur de cette intensité normale de la pesanteur est égale à celle de l'intensité de la pesanteur au Bureau international (cote de niveau du pavillon de Breteuil) divisée par 1,000 332 2, coefficient qui provient de la réduction théorique à la latitude de 45° et au niveau de la mer. »
Le coefficient 1,000 332 2 est celui calculé par Ole Jacob Broch (1818-1889) en 1881,. Il exprime l'augmentation relative de g entre le parallèle de 45° à la cote 0 m et la position du pavillon de Breteuil, situé à la latitude de 48° 49′ 53″ et à 67 m d'altitude.
En 1892, le commandant Gilbert Étienne Defforges communique à l'Académie des sciences les résultats définitifs des mesures faites avec un pendule réversible construit par la maison Brunner frères : il obtient g = 9,809 91 ms−2 avec une précision estimée à  ± 5 x 10−5 ms−2.
La valeur de la pesanteur normale adoptée lors de la 3e Conférence générale des poids et mesures à Paris en 1901 est en réalité une reconstruction a posteriori destinée à donner à cette valeur arbitraire une apparence de neutralité scientifique.

## Détermination de la pesanteur normale
On réduit la forme de la Terre à un ellipsoïde de révolution autour de son axe de rotation, de rayon selon le grand axe (à l’équateur) de 6 378 km, de rayon selon le petit axe (axe polaire) de 6 357 km et contenant la masse de la Terre (5,973 6 × 1024 kg). On calcule, à l’aide de la théorie de la gravitation universelle, l’accélération de la gravité sur cet ellipsoïde théorique, puis on y ajoute l’accélération axifuge due à la rotation de la Terre autour de son axe.
La pesanteur normale est la valeur calculée à l’altitude 0 (c’est-à-dire à la surface de l’ellipsoïde théorique) à la latitude de 45°. La formule pratique suivante permet de calculer une valeur approchée de l’accélération de la pesanteur à l’altitude h, en mètres et à la latitude L, en unités d’angle, lorsque h est petit vis-à-vis du rayon terrestre (typiquement, quelques milliers de mètres).
{\displaystyle g=9{,}780\,318\times \left(1+5{,}302\,4\times 10^{-3}\times \sin ^{2}(L)+5{,}9\times 10^{-6}\times \sin ^{2}(2L)-3{,}15\times 10^{-7}\times h\right)}
Cette notion géodétique est normalisée dans le World Geodetic System 1984.

## Approximations de la pesanteur normale
La pesanteur normale est une valeur moyenne qui ne tient pas compte des facteurs suivants :
- l’inhomogénéité du sous-sol terrestre ;
- les forces de marée ;
- la force de Coriolis sur les masses en mouvement.